# Dear My Friend -朝向未知的未來-
《Dear My Friend -朝向未知的未來-》（日語：Dear My Friend -まだ見ぬ未来へ-）於2009年11月4日由Geneon Universal Entertainment Japan發行，是ELISA的第5張單曲。

## 解説
- 日本電視動畫《科學超電磁砲》的片尾曲。
- 分為初回限定盤（GNCA-0149）和通常盤（GNCA-0150）2種類型發售。在初回限定盤《Dear My Friend -まだ見ぬ未来へ-》內有PV收錄在DVD裹。
- B面裹的SMILE -You&Me-是英語歌詞，由大提琴和吉他編成的歌。演奏大提琴的是ELISA的父親 。

## 收錄曲
1. Dear My Friend -まだ見ぬ未来へ- [4:06]
  - 作詞：春和文，作曲：渡邊拓也，編曲：大久保薫
2. SMILE -You&Me- [3:33]
  - 作詞：西田惠美，作曲：渡邊拓也，編曲：增田武史
3. Dear My Friend -まだ見ぬ未来へ- E.M  ver.
4. Dear My Friend -まだ見ぬ未来へ- (Instrumental)
5. SMILE -You&Me- (Instrumental)
6. Dear My Friend -まだ見ぬ未来へ- E.M ver. (Instrumental)

## 外部連結
- （日語）官方網站（页面存档备份，存于）